# Ласовац Брдо
Ласовац Брдо је насељено место у општини Шандровац, Бјеловарско-билогорска жупанија, Хрватска.

## Историја
До територијалне реорганизације у Хрватској било је у саставу старе општине Бјеловар.

## Становништво
У попису становништва из 2011. године, Ласовац Брдо је имало 9 становника.
| Број становника према пописима | Број становника према пописима | Број становника према пописима | Број становника према пописима | Број становника према пописима | Број становника према пописима | Број становника према пописима | Број становника према пописима | Број становника према пописима | Број становника према пописима | Број становника према пописима | Број становника према пописима | Број становника према пописима | Број становника према пописима | Број становника према пописима | Број становника према пописима |
| ------------------------------ | ------------------------------ | ------------------------------ | ------------------------------ | ------------------------------ | ------------------------------ | ------------------------------ | ------------------------------ | ------------------------------ | ------------------------------ | ------------------------------ | ------------------------------ | ------------------------------ | ------------------------------ | ------------------------------ | ------------------------------ |
| 1857                           | 1869                           | 1880                           | 1890                           | 1900                           | 1910                           | 1921                           | 1931                           | 1948                           | 1953                           | 1961                           | 1971                           | 1981                           | 1991                           | 2001                           | 2011                           |
| 0                              | 0                              | 0                              | 0                              | 135                            | 0                              | 0                              | 189                            | 148                            | 143                            | 113                            | 78                             | 28                             | 17                             | 11                             | 9                              |

Напомена: До 1991. исказивано под именом Ласовац–Брдо. Исказује се као насеље 1900. Године 1910. и 1921. подаци су садржани у насељу Ласовац.